# Urbain Héroux
Pour les articles homonymes, voir Héroux.
Urbain Héroux (11 septembre 1811 - 20 octobre 1853) est un Canadien-français employé par la Compagnie de la Baie d'Hudson (HBC), en poste principalement dans le Nord-ouest du Pacifique dans les années 1830 et 1840. 
Héroux est né à Pointe-du-Lac, au Bas-Canada, et baptisé à Trois-Rivières. Certain disent qu'il était Iroquois ce qui est contredit par la preuve documentaire. À l'âge de 20 ans, il a été pris pour intrusion dans immeuble sur le quai. Sa peine a été commuée à la condition qu'il chercher un emploi à l'extérieur du Bas-Canada. Il a été embauché par la Compagnie de la Baie d'Hudson au printemps de 1833, et envoyé dans plusieurs postes de l'intérieur. En 1837, il a été rappelé à Fort Vancouver, où il a rencontré et a eu au moins un enfant avec une femme chinooke. De là, il passe de façon intermittente à Fort Vancouver, Fort Taku, et enfin Fort Stikine, où il s'est établi en 1841. Fort Stikine était situé à l'intérieur de la lisère de Stikine, un territoire de l'Amérique russe louée à la HBC par la Compagnie russe d'Amérique.
Au cours de sa période au Fort Stikine, il a été surpris à voler de l'alcool par William Glen Rae et est devenu plus tard impliqué dans une dispute avec John McLoughlin fils. Sa relation acrimonieuse a éclaté dans un affrontement qui s'est terminé avec la mort de John fils le 21 avril 1842. George Simpson, qui effectuait inspection générale du département du Columbia, arrive cinq jours après le meurtre. Après une courte enquête, il considère qu'Héroux avait agi en légitime défense, et l'envoya à Novoarkhangelsk plutôt que d'être jugé dans un tribunal au Canada ou au Royaume-Uni. Plusieurs autres hommes ont témoigné plus tard que John était sujet à l'alcoolisme et qu'il avait apparemment essayé de tuer Héroux.
Héroux a été relâché en 1843 par le Gestionnaire en chef de l'Amérique russe Arvid Adolf Etholén en raison du désintérêt russe pour l'affaire. Il a été transporté par le Cadboro et, plus tard, le Beaver à Fort Victoria et Fort Vancouver. À partir de là, il se déplaça via le York Factory Express vers Norway House. En 1846, les autorités judiciaires du Canada ont conclu que les frais de transporter Héroux et tous les témoins vers le Royaume-Uni serait trop élevés et ont clos le dossier. Le désintérêt de Simpson pour l'affaire a contribué à une plus grande hostilité avec le facteur en chef John McLoughlin, le père de la victime, et a contribué à sa retraite de l'entreprise.
Héroux est retourné à Trois-Rivières et y mourut en 1853.